# 修士尼基弗魯斯
修士尼基弗魯斯（希臘語：Νικηφόρος ὁ Μοναχός），也稱為靜修者 (ὁ Ἡσυχαστής) 或阿通派（ὁ Ἀθωνίτnς），是一位東正教神教作家。根據格雷戈里·帕拉馬斯的說法，尼基弗魯斯最初是一名羅馬天主教徒，後來前往拜占庭帝國，在那裡他信奉東正教，並在阿索斯山成為了一名修道士。與費城的提奧勒普托斯一樣，尼基弗魯斯強烈反對1274年里昂會議上同意的東正教與羅馬天主教的聯合。尼基弗魯斯強烈反對1274年里昂會議上同意的東正教與羅馬天主教會的聯合。
尼基弗魯斯在《慕善集》中的精神著作的主題是「Nepsis警醒（νήψις）」，對於那些缺乏禱告和靈性經驗的人來說，他們的思想很容易陷入想像。尼基弗魯斯描述了一種祈禱時呼吸的方法，將思想集中，以練習警覺。